# Клирвију Ејкерс (Вајоминг)
Клирвију Ејкерс (енгл. Clearview Acres) насељено је место без административног статуса у америчкој савезној држави Вајоминг.

## Демографија
По попису из 2010. године број становника је 795, што је 55 (-6,5%) становника мање него 2000. године.
| Група             | 2000.       | 2010.       |
| Белци             | 674 (79,3%) | 552 (69,4%) |
| Афроамериканци    | 8 (0,9%)    | 9 (1,1%)    |
| Азијати           | 1 (0,1%)    | 9 (1,1%)    |
| Хиспаноамериканци | 118 (13,9%) | 200 (25,2%) |
| Укупно            | 850         | 795         |